# 2 Armia Wojska Polskiego (1968)
2 Armia Wojska Polskiego (2 AWP) – związek operacyjny Sił Zbrojnych PRL, powołany ze składu Śląskiego Okręgu Wojskowego zarządzeniem Ministra Obrony Narodowej gen. broni Wojciecha Jaruzelskiego z 27 lipca 1968 w celu interwencji militarnej w Czechosłowacji. Były to największe nieradzieckie siły w niej uczestniczące oraz jednocześnie jedyny polski związek armijny powstały po 1945 r. Armię powołano w oparciu o mobilizowaną na wypadek wojny 2 Armię Ogólnowojskową.

## Historia
W styczniu 1968 I sekretarzem Komitetu Centralnego Komunistycznej Partii Czechosłowacji (KSČ) został Alexander Dubček. Zapowiedział on liberalizację polityki (Czechosłowacka droga do socjalizmu) polegającą na zniesieniu cenzury, wprowadzeniu wielopartyjności i wolnych wyborów. Przez kierownictwo ZSRR oraz innych krajów socjalistycznych należących do Układu Warszawskiego działania te zostały uznane za „kontrrewolucję” i rozpoczęto przygotowania do interwencji militarnej w duchu późniejszej doktryny Breżniewa, czyli przeciwstawianiu się wszelkim próbom uniezależniania się od ZSRR.
W celu sprawdzenia wojsk przeprowadzono ćwiczenia pod kryptonimem Szumawa, a następnie Pochmurne lato '68, które pod koniec lipca miało przerodzić się w interwencję. Dlatego 27 lipca, rozkazem ministra obrony narodowej ze składu ŚOW wydzielono 2 AWP pod dowództwem gen. bryg. Floriana Siwickiego, tworzącą wraz z 1 Gwardyjską Armią Pancerną (z Grupy Wojsk Radzieckich w Niemczech), 11 Gwardyjską Armią (z Bałtyckiego Okręgu Wojskowego) i 4 Armią Lotniczą (z Północnej Grupy Wojsk) Grupę Wojsk „Północ”, operującą z terenu NRD i PRL. Miała ona za zadanie opanowanie północnych i zachodnich Czech (w tym rejonu Hradec Králové), mimo iż naprzeciwko polskich jednostek stały siły dwukrotnie wyższe. Tymczasem wojska już od 29 lipca stały na pozycjach wyjściowych, a samo wkroczenie zaplanowano na godzinę 00.00 21 sierpnia. Cztery godziny wcześniej rozdano żołnierzom amunicję.

### Inwazja

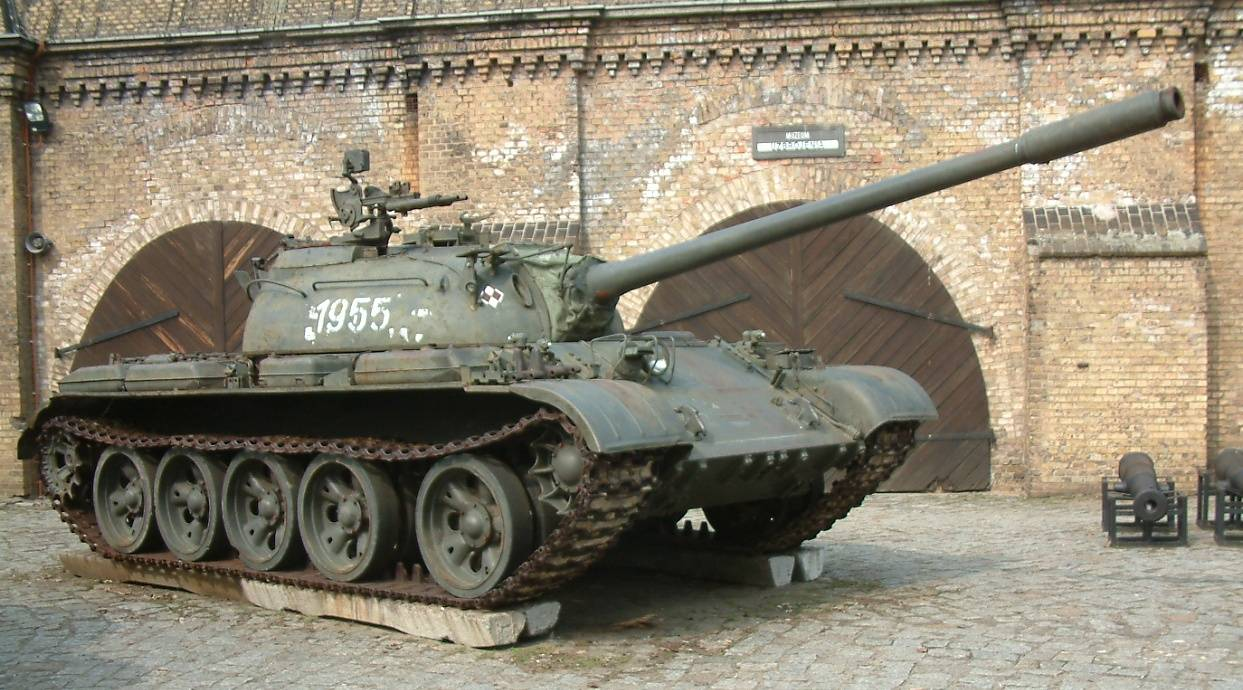
T-55 – czołg podstawowy polskich dywizji pancernych – symbol wojsk inwazyjnych

Jako pierwsze granicę w rejonie Lubawki i Ostrawy przeszły pododdziały 1 batalionu szturmowego, rozbrajając miejscową straż graniczną oraz otwierając drogę dla 10 i 11 Dywizji Pancernej (reszta wojsk znajdowała się w drugim rzucie lub odwodzie). Armia posuwała się dosyć wolno za sprawą blokad dróg i zdejmowaniem lub zmienianiem tablic z nazwami miejscowości przez negatywnie nastawioną miejscową ludność, niekiedy nawet powstawały barykady, usuwane dopiero po interwencjach władz cywilnych. Mimo tego do ranka 22 sierpnia obsadzono trójkąt Šumperk-Havlíčkův Brod-Ołomuniec. W zablokowanych garnizonach czechosłowackich utworzono specjalne komendy, gdyż nie zamierzano ich rozbrajać. Ponadto nie zamierzano do miast wprowadzać cięższego sprzętu. 23 sierpnia sztab armii przeniesiono do Hradec Králové. Następnie do 25 sierpnia mniejsze jednostki 2 Armii stopniowo blokowały kolejne garnizony w rejonie mającym znaleźć się pod polską kontrolą oraz likwidowały nielegalne drukarnie i stacje radiowe. Tego dnia do Czechosłowacji wkroczyła też 4 Dywizja Zmechanizowana, a do Kotliny Kłodzkiej przetransportowano 6 Dywizję Powietrznodesantową, zwiększając liczący dotychczas 18 500 żołnierzy kontyngent.

### Okupacja
Przez następnych kilka miesięcy miała miejsce rotacja oddziałów okupacyjnych, zaś na terenie Czechosłowacji następowała „normalizacja”. 16 października rządy Czechosłowacji i Związku Radzieckiego podpisały umowę o stałym stacjonowaniu Armii Czerwonej na terytorium ČSSR, czym luzowały siły reszty państw Układu Warszawskiego (Polski, Węgier i Bułgarii, gdyż Rumunia zachowała neutralność). W związku z tym gen. Jaruzelski 23 października wydał rozkaz wycofania wszystkich sił polskich do 11 listopada. Wcześniej, bo 2 listopada rozwiązano 2 Armię Wojska Polskiego (w Czechosłowacji został tylko 25 pułk zmechanizowany, który ostatecznie wycofano 12 listopada), zaś jej dowódca został w tym samym roku awansowany na generała dywizji.
W przeciwieństwie do wojsk radzieckich, 2 Armia Wojska Polskiego nie napotkała żadnego zbrojnego oporu. Jedyne cywilne ofiary interwencji to dwie osoby zabite i cztery ranne na skutek ataku pijanego żołnierza (zbrodnia w Jiczynie), kilku zabitych i rannych w wyniku wypadków oraz ranionych przez patrole. Wojskowe straty to dziesięciu żołnierzy (zabitych w wyniku niewłaściwego posługiwania się bronią, wypadków komunikacyjnych lub samobójstw) i dwóch ranionych przez wspomnianego pijanego.

## Struktura organizacyjna i obsada personalna 2 Armii
- Dowództwo 2 Armii

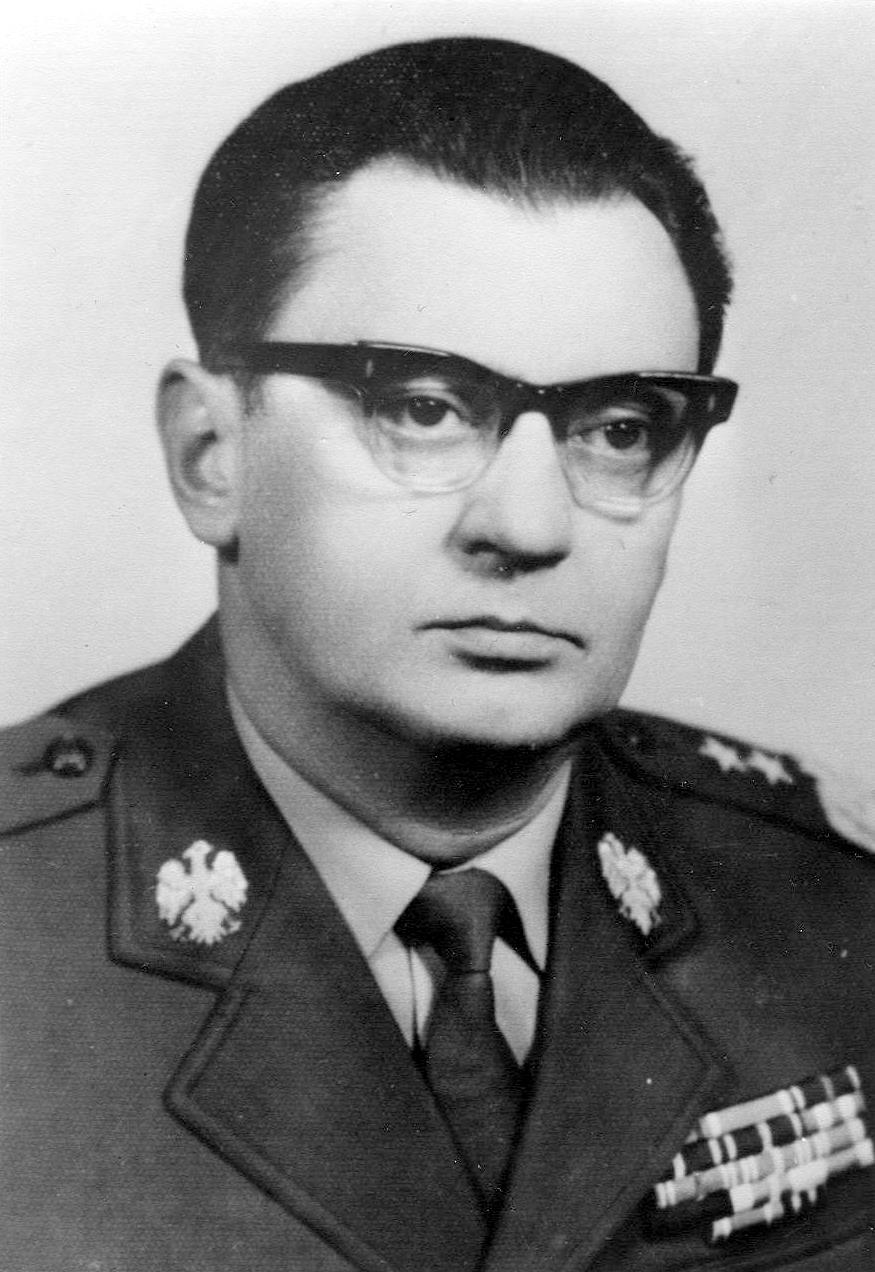
gen. bryg. Florian Siwicki

  - dowódca armii – gen. bryg. Florian Siwicki
  - szef sztabu-zastępca dowódcy – płk dypl. Tadeusz Bełczewski
  - kwatermistrz-zastępca dowódcy – płk Jan Sośnicki
  - zastępca dowódcy do spraw politycznych – gen. bryg. Włodzimierz Sawczuk
  - zastępca dowódcy do spraw liniowych – gen. bryg. Zbigniew Ohanowicz
- 4 Dywizja Zmechanizowana
  - 11 pułk zmechanizowany
  - 12 pułk zmechanizowany
  - 17 pułk zmechanizowany
  - 27 pułk czołgów (wydzielony ze składu 5 Dywizji Pancernej w zamian za organiczny 18 pułk czołgów)
  - 22 pułk Artylerii
  - 128 pułk artylerii przeciwlotniczej
- 10 Dywizja Pancerna
  - 2 pułk czołgów
  - 10 pułk czołgów
  - 13 pułk czołgów
  - 25 pułk zmechanizowany
  - 24 pułk artylerii przeciwlotniczej
- 11 Dywizja Pancerna
  - 3 pułk czołgów
  - 8 pułk czołgów
  - 29 pułk czołgów
  - 42 pułk zmechanizowany
  - 5 pułk artylerii przeciwlotniczej
- 6 Dywizja Powietrznodesantowa
- 1 Warszawski pułk czołgów[1]
- 6 pułk zabezpieczenia
- 7 pułk radioelektroniczny Wojskowej Służby Wewnętrznej
- 10 Saski pułk łączności
- 15 pułk Wojsk Obrony Wewnętrznej
- 49 pułk śmigłowców
- 66 pułk artylerii przeciwlotniczej
- 1 batalion szturmowy
- 11 batalion rozpoznania radioelektronicznego
- 14 batalion radiotechniczny
- batalion WSW
- 62 kompania rozpoznania specjalnego
- 11 eskadra lotnictwa łącznikowego

Pod koniec sierpnia 1968 roku 2 Armia liczyła około 28.600 żołnierzy. Na jej uzbrojeniu znajdowało się 750 czołgów, 592 transportery opancerzone, 450 dział, 38 śmigłowców i samolotów (Mi-2, An-2 i PZL-104 Wilga) oraz około 7 000 pojazdów samochodowych.